# Nesodillo tenasserimus
Nesodillo tenasserimus är en kräftdjursart som beskrevs av Karl Wilhelm Verhoeff 1946. Nesodillo tenasserimus ingår i släktet Nesodillo och familjen Armadillidae. Inga underarter finns listade i Catalogue of Life.